# Kim Ji-woong
Kim Ji-woong (en coreano: 김지웅; Wonju, Gangwon-do, 14 de diciembre de 1998) es un cantante y actor surcoreano. Es reconocido por participar en el programa de competencia de telerrealidad Boys Planet; se ubicó en la octava posición en el episodio final, por lo que debutó en julio de 2023 como miembro de Zerobaseone. Previamente, Ji-woong fue integrante del grupo INX, bajo el nombre artístico Jinam, hasta su separación en 2017. También actuó en las series web The Sweet Blood (2021), Kissable Lips (2022) y Roommates of Poongduck 304 (2022).

## Carrera

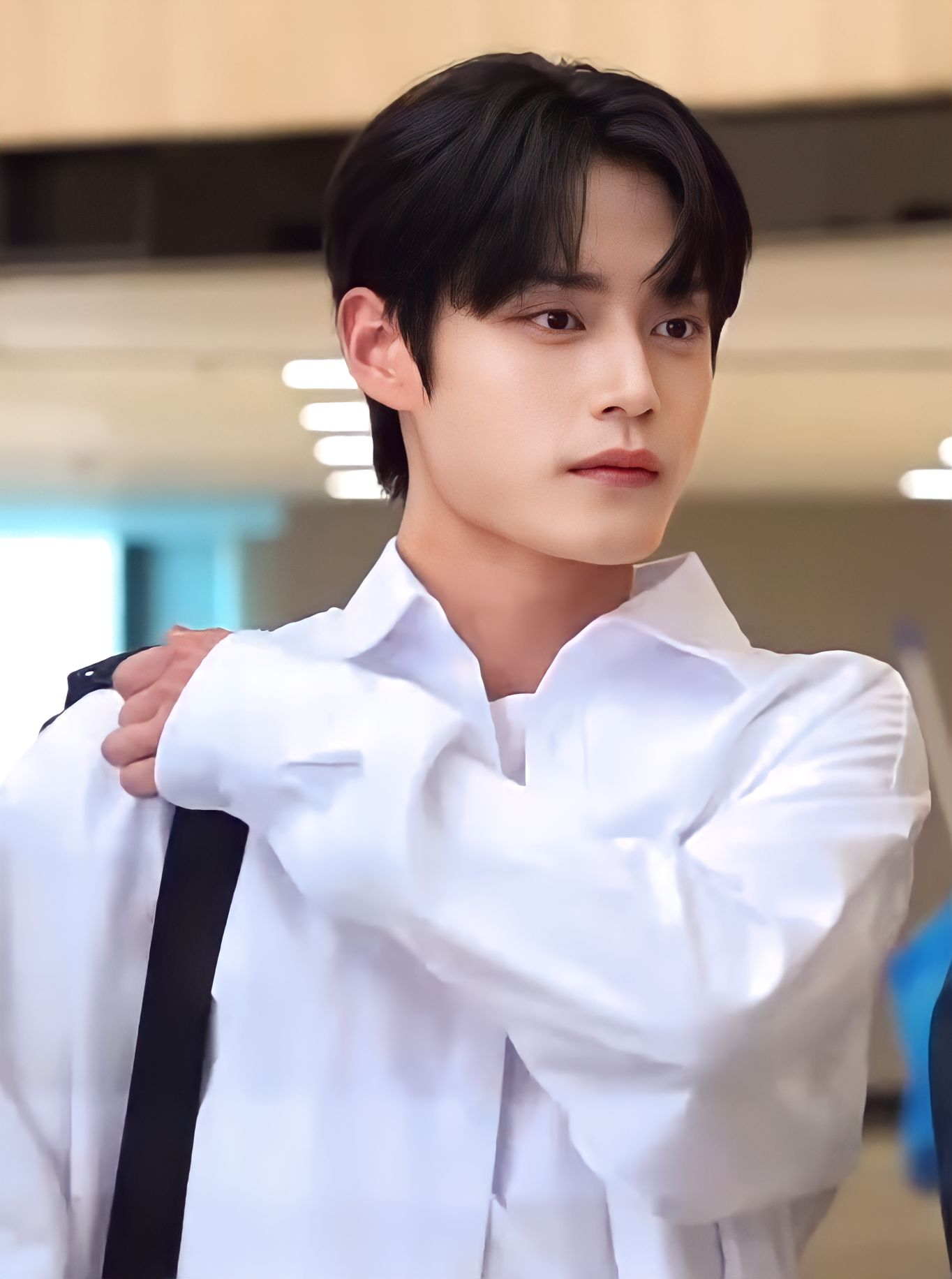
Kim Ji-woong en 2023

### 2016-2018: debut, disolución y demanda contra su agencia
Kim Ji-woong hizo su debut como cantante en 2016 como miembro del grupo de chicos de Corea del Sur, INX, bajo el nombre artístico de Jinam.  El grupo se disolvió a finales de 2017 y en 2018, presentaron una demanda contra su agencia pidiendo que se rescindiera su contrato exclusivo bajo acusaciones de malos tratos. El Tribunal de Distrito de Seúl favoreció al grupo en el veredicto, anulando el contrato entre ellos y su agencia. 

### 2018-2020: Ateen, B.I.T
Después de la disolución de su grupo anterior, Kim se unió al grupo de chicos predebut, Ateen, bajo el nombre artístico de "King". Se suponía que el grupo promocionaría en Corea del Sur después de lanzar el sencillo "Boku wa Chotto Chigau" en Japón el 1 de septiembre de 2018,  pero el plan nunca se hizo realidad. Seis de los diez miembros del grupo demandaron al director ejecutivo de su empresa por agresión sexual.  El grupo se disolvió en 2019, después de la disolución Kim y sus exmiembros de Ateen, Segun, Joel y Rookie, se unieron al grupo previo al debut BIT. El grupo solo promocionó en Japón y se disolvió en agosto de 2020.

### 2020-presente: Debut como actor,Boys Planety Zerobaseone
En 2020, Kim ganó el primer lugar en la categoría masculina de Burn Up: Challenge to Billboard. Tras ello, lanzó el sencillo «Sick of Love» junto a la ganadora de la categoría femenina Kim Min-jung. En 2021, Kim consiguió su primer rol en la serie web de Naver TV The Sweet Blood, que es una adaptación del webtoon The Sweet Girl. En 2022, Kim obtuvo su primer papel principal en una serie web BL, Kissable Lips. Posteriormente actuó en la serie Roommates of Poongduck 304, que se basa en la novela homónima de Noh Ga-jeong; el programa tuvo una cantidad significativa de atención y se ubicó en el primer lugar en el género BL en la plataforma de streaming surcoreana Watcha.
El 29 de diciembre de 2022, se reveló que Kim era uno de los participantes en el programa de competición de Mnet Boys Planet. El 19 de marzo de 2023, el cantante Holland anunció en sus redes sociales que Kim aparecería en el video musical de su canción «Number Boy». El 20 de abril de 2023, Kim obtuvo el octavo lugar con un total de 1 338 984 puntos en el episodio final de Boys Planet, lo que le permitió debutar como parte del grupo Zerobaseone.

## Filmografía

### Cine
| Año  | Título        | Papel      | Notas           | Ref.  |
| ---- | ------------- | ---------- | --------------- | ----- |
| 2022 | Kissable Lips | Kim Jun-ho | Papel principal | [ 7 ] |

### Televisión
| Año  | Título                          | Papel        | Notas                                                                   | Ref.         |
| ---- | ------------------------------- | ------------ | ----------------------------------------------------------------------- | ------------ |
| 2020 | Burn Up: Challenge to Billboard | Él mismo     | Ganador                                                                 | [ 8 ]        |
| 2023 | Boys Planet                     | Él mismo     | Programa para determinar a los miembros de ZB1, terminó en octavo lugar | [ 9 ] [ 10 ] |
| 2023 | La buena mala madre             | Lee Ji-woong | Papel secundario (Ep. 5, 7, 8 & 11)                                     |              |
| 2023 | Camp Zerobaseone                | Él mismo     | Programa de telerrealidad previo al debut                               | [ 11 ]       |
| 2023 | Hello Korea Season 2            | Él mismo     | Es un programa de variedades                                            |              |
| 2023 | Amazing Saturday                | Él mismo     | Es un programa de variedades                                            |              |
| 2023 | Knowing Bros                    | Él mismo     | Es un programa de variedades                                            |              |

### Programas en línea
| Año  | Título                     | Papel        | Notas                     | Ref.   |
| ---- | -------------------------- | ------------ | ------------------------- | ------ |
| 2021 | The Sweet Blood            | Yoon Chi-woo | Papel principal           | [ 1 ]  |
| 2022 | Don't Lie, Rahee           | Seol Ho-won  | Papel principal           | [ 12 ] |
| 2022 | Kissable Lips              | Kim Jun-ho   | Papel principal           | [ 2 ]  |
| 2022 | Convenience Store Junkies  | Si-woo       | Papel secundario          | [ 13 ] |
| 2022 | Pro, Teen                  | Eun Ga-ram   | Papel principal (Ep. 5)   | [ 14 ] |
| 2022 | Roommates of Poongduck 304 | Ji Ho-jun    | Papel principal           | [ 3 ]  |
| 2023 | Boy Detective Kim Ji-woong | Él mismo     | Presentador; 12 episodios | [ 15 ] |